# Heinrich II. (Meißen)
Markgraf Heinrich II., genannt der Jüngere (* 1103; † 1123) war Graf auf Eilenburg und ab 1103 Markgraf von Meißen und der Lausitz, aus dem Adelsgeschlecht der Wettiner.

## Leben
Heinrich wurde vermutlich 1103 postum als Sohn Heinrichs I. des Älteren und Gertruds der Jüngeren von Braunschweig geboren. Diese hatte nach dem Tode ihres Mannes die Markgrafschaft Meißen für ihr ungeborenes Kind beansprucht, und als man wegen ihres fortgeschrittenen Alters die Schwangerschaft anzweifelte, riss sie sich vor dem versammelten Volk die Kleider vom Leib und zeigte als Beweis ihren Bauch vor. Ihre Feinde verbreiteten die Nachricht, sie habe ein Mädchen geboren und es mit dem Sohn des Kochs vertauscht, um die Regentschaft antreten zu können.
Unter Vormundschaft seiner Mutter konnte Heinrich II. die Herrschaft über sein väterliches Erbe Meißen und Lausitz antreten. Die Rechtmäßigkeit wurde aber von seinem Vetter Konrad dem Großen weiterhin angezweifelt. Nach dem Tod seiner Mutter Gertrud (1117) und der Erreichung der Mündigkeit sagte Markgraf Heinrich II. seinem Vetter Konrad die Fehde an und nahm diesen 1121 gefangen. Konrad von Wettin blieb bis zum Tode Heinrichs II. dessen Gefangener. Anfang 1123 kämpfte Heinrich II. zusammen mit seinem Schwager, Markgraf Heinrich von Stade, für Bischof Reinhard von Halberstadt gegen Herzog Lothar von Sachsen.
Heinrich II. starb bereits 1123 im September/Oktober durch Gift. Daraufhin erhob sein Vetter Konrad der Große erneut Ansprüche auf die Mark Meißen und Heinrichs Allode fielen an Konrad, den einzigen lebenden männlichen Spross des Hauses Wettin. Um die „erledigten“ kaiserlichen Lehen, die Markgrafschaften Meißen und Lausitz, entbrannte in der Folge ein heftiger Kampf, da Kaiser Heinrich V. beide als heimgefallene Lehen an den Grafen Wiprecht II. von Groitzsch, die Mark Eilenburg an den Grafen Hermann von Winzenburg übertrug. Graf Konrad sah sich in seinen Rechten beeinträchtigt und verbündete sich mit Herzog Lothar von Sachsen (dem späteren Kaiser) gegen den amtierenden Kaiser. Dieser gab ihm 1125 die Mark Meißen zurück, die Mark Eilenburg kam aber an Albrecht von Ballenstedt, der sich nach Wiprechts Tod (1124) auch der Mark Lausitz bemächtigte, aber die Mark Eilenburg an Konrad abtrat.

## Ehe und Nachkommen
Heinrich war mit Adelheid von Stade verheiratet. Die Ehe blieb kinderlos.
| Vorgänger   | Amt                            | Nachfolger   |
| ----------- | ------------------------------ | ------------ |
| Heinrich I. | Markgraf von Meißen 1103–1123  | Wiprecht II. |
| Heinrich I. | Markgraf der Lausitz 1103–1123 | Wiprecht II. |

| Personendaten    | Personendaten                                           |
| ---------------- | ------------------------------------------------------- |
| NAME             | Heinrich II.                                            |
| ALTERNATIVNAMEN  | Heinrich II. der Jüngere                                |
| KURZBESCHREIBUNG | Graf von Eilendorf, Markgraf von Meißen und der Lausitz |
| GEBURTSDATUM     | 1103                                                    |
| STERBEDATUM      | 1123                                                    |